# Мартін Маржела. Своїми словами
Мартін Маржела. Своїми словами — бельгійсько-німецький документальний фільм 2019 року. Режисер Райнер Гольцемер. Прем'єра в Україні відбулася 1 липня 2021 року.

## Зміст
Історія найзагадковішого дизайнера сучасності, розказана від першої особи.
Він завжди залишався в тіні — не фотографувався, не давав інтерв'ю, не виходив на фінальний уклін та не позначав одяг своїм іменем. За прагненням анонімності була проста ідея — те, що він робить, його продукт, його речі — важливіші за його постать.

## Знімались
- Мартін Маржела
- Карла Соццані
- Лідевій Еделькоорт
- Кеті Горин
- Сандрін Дюма
- Карін Ройтфельд
- Олів'є Сайяр
- Міка'ела Фішер